# Rita Faltoyano
Rita Faltoyano, född Rita Gacs den 5 augusti 1978 i Budapest, är en ungersk porrskådespelare. Hon har medverkat i över 250 filmer, sedan sin debut år 2000.

## Alias
Ritas kända alias är: Daniella, Rita Faltiano, Rita Fox, Rita, Rita Twain, Rita Faltojano.

## Filmografi
- Movie Title
- 110% Natural 3
- Absolute Ass 4
- Anal Brat
- Anal Excursions 2
- Anal Expo 1
- Anal Porn Party
- Anal Prostitutes On Video 3
- Anal Strike
- Anal Trainer 9
- Angelmania 4
- Anything You Want
- Apprentass 1
- Apprentass 3
- Ass Breeder 2
- Ass Obsessed 2
- Assault That Ass 4
- Assman 15
- Big Tit Patrol 2
- Black Lace And White Lies
- Body Shots
- Brides And Bitches
- Busty Fuckers
- Butter Bags
- Camp Cuddly Pines Power Tool Massacre
- Chasing The Big One 26
- Chasing The Big Ones 26
- Christophe's Best Big Natural Breasts
- Cleopatra 1
- Color Sex
- Contacts
- Control 1
- Cravin' Anal
- Cream Of The Crop
- Cream Pie Initiations 1
- The Dudesons Movie
- Emerald Rain
- End Game
- Enjoy 1
- Erica
- Gaper Maker 4
- Girls Of Amateur Pages 2
- Gladiator 1
- Gladiator 2
- Gladiator 3
- Golden Girls
- Goo 4 Two
- Grudge
- Hellcats 3
- Hey Babe, Nice Tits
- Hustler XXX 2
- Intimate Treasures
- Jack's My First Porn 2
- Jack's Playground 12
- Jack's Playground 30
- Journal de Pauline
- Krystal Therapy
- Lewd Conduct 24
- Liar
- Love Sick
- Matador 12: Avalanche 2
- Matador 15: Sex Tapes
- Measure For Measure
- Melanie's School Of Sex
- Memoirs Of A Foot Fetist
- Obedience School
- Off the Rack 1
- Pickup Lines 64
- Pirate Deluxe 14: Splendor Of Hell
- Pirate Fetish Machine 11: Fetish Recall
- Playing Dirty
- Pleasure
- Pleasure Island
- Pleasures Of The Flesh 2
- Pole Position 3
- Posh Kitten
- POV Fantasy 1
- Precious Pink 4
- Private Cafe 2
- Private Reality 11: Singularity
- Private Reality 2: Pure Pleasure
- Private Reality 4: Just Do It To Me
- Private Story Of Mia Stone
- Private Xtreme 5: Anal Agency
- Pussy Foot'n 13
- Pussy Party 15
- Rocco's True Anal Stories 15
- Rock Hard
- Sex And Revenge 2
- She Swallows
- Size Queens 2
- Ski Bitch
- Slick Chicks Black Dicks
- Sodomania 42
- Sold
- Start Me Up
- Swallow Me POV 3
- Taboo Fantasy Fetish
- Three For All 3
- Up Your Ass 14
- Video Adventures Of Peeping Tom 32
- Voyeur 20
- Wet Dreams Cum True 2
- What's A Girl Gotta Do
- Who Wants To Fuck A Millionaire
- Winner Takes All